# Huacho (distrito)

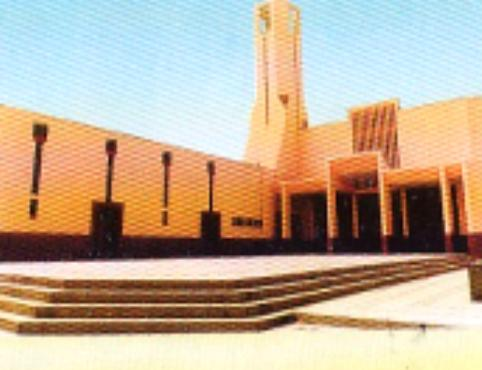
Catedral de Huacho

O Distrito peruano de Huacho é um dos 12 distritos que formam a Província de Huaura, situada no Departamento de Lima, pertencente a Região Lima, na zona central do Peru.

## Transporte
O distrito de Huacho é servido pela seguinte rodovia:
- PE-18, que liga o distrito à cidade de Ambo (Região de Huánuco)
- PE-1N, que liga o distrito de Aguas Verdes (Região de Tumbes) - Ponte Huaquillas/Aguas Verdes (Fronteira Equador-Peru) - e a rodovia equatoriana E50 - à cidade de Lima (Província de Lima) [1][2][3]